# Littérature alsacienne
L’Alsace est un territoire dont les langues traditionnelles sont pour la plupart germaniques mais elle est aussi une province-frontière que l'Histoire a exposée à toute une série d’influences, si bien que quatre langues y ont eu cours : le latin, écrit par les intellectuels alsaciens du haut Moyen Âge et par les humanistes du XVIe siècle, l’allemand, la plus ancienne langue littéraire alsacienne accessible à toute la population lettrée, l’alsacien, groupe de langues vernaculaires régionales dites parfois "dialecte", dont le développement proprement littéraire date du XIXe siècle et le français, langue nationale écrite et parlée par tous les Alsaciens depuis la généralisation de l’enseignement du français à l’école dès le milieu du XIXe siècle. Certains auteurs ont d’ailleurs écrit dans deux voire trois de ces langues . Le choix des écrivains alsaciens entre allégeance à la littérature allemande ou allégeance à la littérature française a varié avec le temps. Peu nombreux ont été ceux qui ont réussi à se maintenir dans une position intermédiaire en tant que représentants d'une culture-trait d'union. Après la francophilie de l’époque révolutionnaire qui poussait les écrivains et auteurs alsaciens à adopter une position d'allégeance politique à la France (qui n'excluait d’ailleurs pas un attachement linguistique et culturel à la sphère allemande), les auteurs alsaciens ont évolué au cours du XIXe siècle vers l'intégration politique et culturelle à l’Allemagne. L’histoire littéraire du XXe siècle se structure quant à elle autour des grands tournants de l’histoire politique de l'Alsace.

## LeMoyen Âge

### Écrits en latin

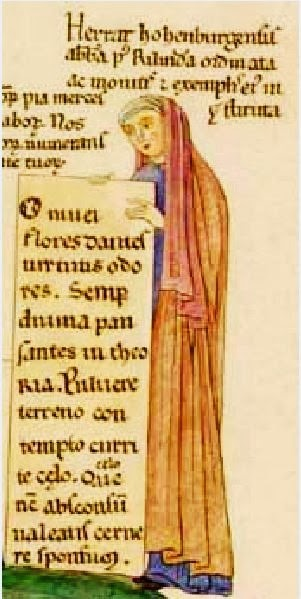
Autoportrait d'Herrade de Landsberg tenant un parchemin avec un de ses poèmes, vers 1180

Le fleuron de la production littéraire alsacienne médiévale en latin est l'Hortus deliciarum (Le Jardin des délices), composé et illustré entre 1169 et 1175 par l'abbesse Herrade de Landsberg, à l'attention des novices et moniales de son abbaye. C'était la première encyclopédie écrite par une femme, et à l'intention exclusive de la formation des femmes. L'abbesse, poète et encyclopédiste Herrade von Landsberg est née entre 1125 et 1130, et morte en 1195 à Hohenbourg.

### Écrits en moyen haut-allemand
- Le moine Otfried de Wissembourg est le premier poète connu en langue allemande. Son Livre des Évangiles (deuxième moitié du IXe siècle) relate la vie et l’enseignement du Christ en pas moins de seize mille vers composés en francique rhénan. Dans sa dédicace au roi Louis le Germanique, l’auteur explicite son intention de doter le peuple franc d'une littérature nationale.
- Vers la fin du XIIe siècle, époque de prospérité, Reinmar de Haguenau est le maître de la poésie courtoise allemande, dite du Minnesang (Chant d’Amour). Son élève Walther von der Vogelweide deviendra le plus fameux poète courtois allemand.
- L’un des poètes les plus prestigieux du Moyen Âge allemand est Gottfried de Strasbourg (début du XIIIe siècle). Il a laissé un vaste poème inachevé, Tristan et Iseult (Tristan und Isolde), qui traduit et enrichit ce conte.
- Heinrich der Glichesaere (c'est-à-dire le sournois) est sans doute l’auteur de l’adaptation allemande du Roman de Renart (Reinhart Fuchs).
- À la fin du Moyen Âge, période de troubles et de misère, le Strasbourgeois Johannes Tauler, disciple de Maître Eckhart surnommé "le docteur illuminé" et grand prédicateur et moraliste, enrichit le vocabulaire allemand de son expérience mystique[3].

## La Renaissance

### Contexte historique
À la Renaissance, l’Alsace est non seulement au cœur d’un couloir naturel de circulation des idées - la vallée du Rhin, empruntée par d’innombrables marchands et colporteurs, mais elle est aussi le lieu d’une révolution technologique : l’imprimerie, puisque c’est à Strasbourg que Gutenberg imagine vers 1440 la typographie à caractères mobiles, avant de retourner dans sa ville natale de Mayence pour faire fructifier son invention. Le strasbourgeois Johannes Mentelin imprime quant à lui vers 1466 la première Bible allemande. Bien sûr les luttes religieuses, voire les guerres, qui vont marquer cette époque vont aussi influencer la production littéraire, qui comporte beaucoup d’ouvrages engagés et souvent polémiques.

### L’Humanisme alsacien
L’Humanisme est donc très vivace en Alsace particulièrement à Sélestat, où subsiste la célèbre bibliothèque humaniste qui nous est parvenue presque intacte. Les principales figures de l’École de Sélestat sont :
- Jacques Wimpfeling (Jakob Wimpfeling), auteur en 1501 du traité Germania, où il essaie de démontrer la valeur du passé allemand qu’il cherche à égaler à celui de l’Italie ou de la France, et où il explique que les Allemands s'étaient installés de date immémoriale sur la rive gauche du Rhin et que, par voie de conséquence, les prétentions françaises sur cette zone étaient sans fondement, ce qui lui vaudra une vive polémique avec le Franciscain Thomas Murner.

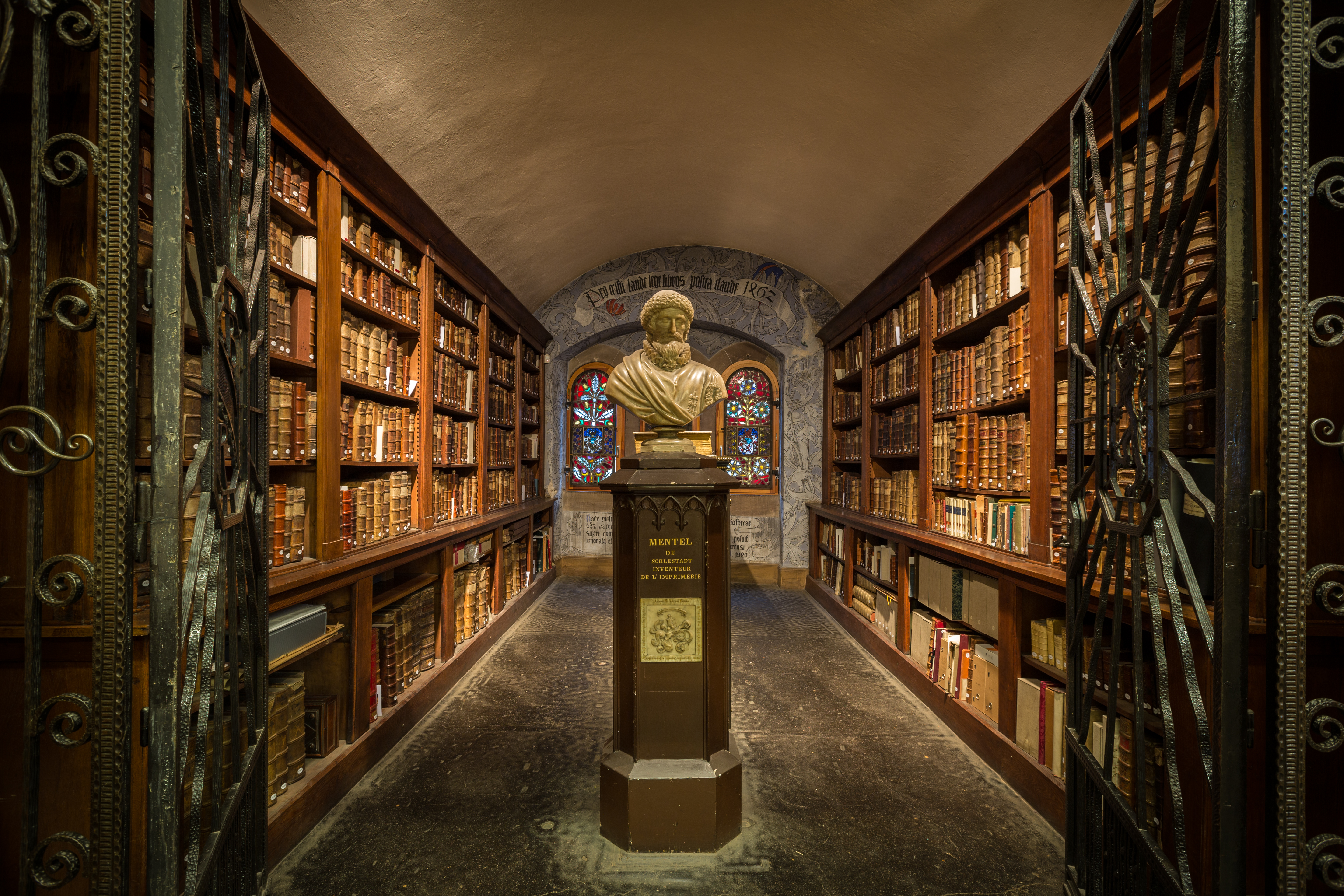
La Bibliothèque humaniste de Sélestat

- Beatus Rhenanus (Beat Bild), ami d’Érasme et du réformateur Martin Bucer. Il est l’auteur d’une Histoire de l’Allemagne qui sera rééditée plusieurs fois. Il lègue la totalité de sa bibliothèque à sa ville natale de Sélestat, soit environ 670 volumes reliés en cuir qu’il avait acquis pendant ses études et son activité à Strasbourg, Bâle, Paris et Sélestat.

Dans le même esprit humaniste, la Haute École est fondée à Strasbourg en 1538 et confiée au pédagogue et réformateur Jean Sturm (Johannes Sturm). Celle-ci deviendra le gymnase puis, en 1621, l’Université de Strasbourg. Jean Sturm est un auteur prolifique, en latin : il laisse 155 œuvres et une influence durable dans les méthodes et l’organisation de l’enseignement en Alsace et en Allemagne.

### Littérature en langue allemande
Si les humanistes écrivent surtout en latin, la littérature de langue allemande n’en fleurit pas moins à la Renaissance, popularisée par l'imprimerie. Les principaux auteurs alsaciens sont :
- Sebastian Brant, auteur en 1494 d’un véritable best-seller international "la Nef des fous" (Das Narrenschiff), qui sera réédité de nombreuses fois, traduit (par exemple en français dès 1497), commenté et imité. Le texte de 7000 vers mêle érudition, moralisme et satire. Ses nombreuses illustrations, dont certaines dues à Dürer, contribuent à son succès.
- Johannes Geiler de Kaysersberg, prédicateur de la cathédrale de Strasbourg pendant plus de 30 ans (1478-1510), dont les sermons incisifs et imagés connaissaient un tel succès qu’on les notait et qu’on les faisait circuler (parfois à son insu), et qu’on estime qu’ils ont influencé la pensée allemande et la langue allemande de son temps..
- le franciscain Thomas Murner, prédicateur et très brillant polémiste, a écrit en latin et en allemand. Ses pamphlets contre Luther se distinguèrent par leur violence. Son usage de l’allemand est marqué par l’emploi de tournures dialectales dont il tire des jeux de mots et des clins d’œil à ses lecteurs. Dans sa polémique avec Wimpfeling se profile déjà le problème de l’identité alsacienne, Murner lui-même se sentant à la fois français et allemand.
- Johann Fischart (1546-1591), virtuose de la polémique et de la satire, s'inscrit dans la tradition didactique et satirique de Brant et de Murner. Il produit notamment une adaptation ou plutôt une réécriture en allemand du Gargantua de Rabelais, qui le fait surnommer le Rabelais allemand, tant son inventivité verbale semble inépuisable.

Pour le professeur Adrien Finck, "il est permis de dire que Murner comme Brant et Geiler incarnent le génie alsacien porté à l’engagement moral, à la satire ou à l’humour. Ces grands anciens ont fondé une tradition vivante jusqu’à nos jours, tradition qui se réfère volontiers à eux."

### Livres populaires
L’essor de l’imprimerie provoque l’émergence en Alsace d’une littérature romanesque destinée au peuple instruit qu’on appelle les livres populaires (Volksbücher).
- Jörg Wickram, considéré comme le créateur du roman bourgeois allemand, publie en 1537 son Rollwagenbüchlein, destiné à distraire les voyageurs des diligences[5], et en 1554 le roman Der Jungen Knaben Spiegel.
- Le Franciscain Johannes Pauli, disciple de Geiler, publie quant à lui en 1522 un recueil de fabliaux intitulé "Entre farce et dérision" (Schimpf und Ernst). Rédigés dans un style simple et accessible, ces récits cherchent avant tout à instruire en amusant. En mélangeant des contes populaires et des légendes, en introduisant des faits réels et contemporains, Johannes Pauli a créé des thèmes qui vont inspirer la littérature et la poésie germanique du XVIe siècle et au-delà. Ce type de littérature populaire (appelé Schwankbücher), qui aura un immense succès dans toute l’Allemagne, provenait aux deux tiers d’écrivains alsaciens[3].

## UnXVIIesiècletragique

### Contexte historique
Après la débauche de créativité du XVIe siècle, le XVIIe siècle est un véritable passage à vide pour la littérature alsacienne. C’est la conséquence directe de la terrible Guerre de Trente Ans (1618-1648), qui a causé la mort soit par la violence, soit par la famine, soit par la maladie d’au moins la moitié de la population, les années qui suivent étant quant à elles consacrées à la reconstruction.

### Quelques auteurs inspirés par la guerre et ses suites
- Le Badois Christophe von Grimmelshausen, bien que protestant, a fait carrière dans un régiment au service des impériaux. Après la guerre, retiré près d’Oberkirch où il devient aubergiste et administrateur seigneurial, il publie en 1659 un récit intitulé « Simplicius Simplicissimus » racontant les aventures d’un garçon pris dans la guerre, au travers duquel il décrit les événements épouvantables dont il a été victime, complice et acteur[7],[6].
- Augustin Güntzerii, potier d’étain colmarien protestant a lui aussi témoigné des sombres réalités alsaciennes au XVIIe siècle[8],[6].
- Proche de l’Alsace sinon vraiment alsacien, le Badois Johann Michael Moscherosch (1601-1669), moraliste satirique, prend la défense de la langue allemande, et s’insurge contre la mode française qui s’est répandue à la suite de l’annexion de la plupart du territoire alsacien par la France à la suite du traité de Münster[9].

Par la suite, coupée politiquement de l’Allemagne, la littérature allemande d’Alsace tend ensuite à se réduire à la dimension régionale, l’allemand demeurant néanmoins la langue littéraire et culturelle.

## UnXVIIIesiècletrès discret
- Le XVIIIe siècle est l’âge des philosophes et des Lumières mais aussi du piétisme, puis, vers sa fin, du mouvement de rénovation dit Sturm und Drang, précurseur du romantisme. Si l’Alsace, au contraire des autres régions de France et d’Allemagne, ne produit pas de philosophe des Lumières sauf peut-être l’auteur bilingue et éducateur Théophile Conrad (ou Gottlieb Konrad) Pfeffel (1736-1809), elle produit en revanche un auteur prolifique considéré comme le père du piétisme, Philipp Jacob (ou Philippe Jacques) Spener (1635-1705). Ce théologien luthérien, d’abord actif à Strasbourg, puis à Francfort-sur-le-Main, Dresde et Berlin où il meurt, entretenait une correspondance si abondante que l'empereur lui attribua une franchise postale [10].
- C’est surtout le Sturm und Drang qui marque l’histoire littéraire alsacienne au XVIIIe siècle, principalement en raison du séjour à Strasbourg du jeune Goethe en 1770-1771, date importante puisqu’elle marque précisément le début de ce "printemps du lyrisme allemand". C’est là qu’il rencontre Herder, promoteur du Volkslied, qu’il va recueillir dans la campagne alsacienne les vieilles chansons populaires et compose ses premières poésies. C’est là qu’il eut dans la cathédrale de Strasbourg la révélation d’un art qu’il croyait révélateur du génie germanique; c’est là aussi qu’il tomba éperdument amoureux de Frédérique Brion, la fille du pasteur de Sessenheim, pour qui il écrivit les Lieder de Sessenheim[11]. Un autre poète allemand séjournait en Alsace : le jeune Stürmer und Dränger Lenz, lui aussi amoureux de Frédérique, et qui, désespéré, se réfugia chez le pasteur et philanthrope Jean-Frédéric Oberlin[3]. Si ce sont surtout des Allemands qui se rencontrent autour de Strasbourg dans cette mouvance littéraire [12], il y a tout de même un écrivain alsacien pour faire partie du premier cercle des amis de Goethe, Heinrich Leopold Wagner (1747-1779), auteur d’une œuvre dramatique violente sur le thème de l’infanticide (Die Kindermörderin, « La Meurtrière d'enfants »), paru en 1776, un drame de critique sociale typique du mouvement Sturm und Drang.

## AuXIXesiècle, l’émergence des littératures en dialecte et en français

### Écrivains en langue allemande et alsacienne
Le mérite de la première remise à l'honneur du dialecte revient au poète badois Johann Peter Hebel qui publie en 1803 son recueil Alemannische Gedichte. En 1816, le Strasbourgeois Johann Georg Daniel Arnold publie à son tour une comédie en vers qui dépeint la bourgeoisie strasbourgeoise de l’époque et de son parler. L’œuvre, Der Pfingstmontag, est remarquée par Goethe qui la commente favorablement et donne ainsi ses lettres de noblesse à la littérature dialectale. Auguste Lamey (1772 - 1861), magistrat, poète et dramaturge, écrit principalement en allemand même si son poème de 1839 en alsacien Der alt Strossburjer ("le vieux strasbourgeois") est resté célèbre. Auguste Lustig (1840-1895) écrit d'abord en français et en allemand mais lorsque l'Alsace passe sous le contrôle de l'Empire allemand en 1871, il décide d'écrire principalement en alsacien, en dialecte mulhousien dans son cas.
La littérature alsacienne au XIXe siècle est marquée par Daniel Ehrenfried Stoeber et ses deux fils Auguste et Adolphe. Leur langue littéraire est l’allemand, mais ils écrivent aussi en dialecte. Ehrenfried Stoeber est considéré comme l'un des créateurs du théâtre alsacien. Auguste Stoeber, inspiré par les frères Jacob et Wilhelm Grimm, parcourt infatigablement l’Alsace et publie en 1852 son recueil Sagen des Elsasses, une véritable encyclopédie des légendes et traditions populaires alsaciennes qui restera la principale source des nombreuses publications ultérieures de légendes d’Alsace. Il publie des aussi des poésies et s’emploie à restituer les différentes variantes du dialecte, notamment le strasbourgeois et le mulhousien.
Parmi les poètes reconnus dans ce mouvement, on compte aussi Friedrich Otte, pseudonyme de Georges Zetter, ou Charles-Frédéric Hartmann.
Les Stoeber personnifient le dilemme identitaire alsacien. L'attachement à la France d'Ehrenfried Stoeber était sans ambiguïté. Plutôt représentant de la culture-trait d'union, Auguste Stoeber exprime surtout une vision régionaliste soucieuse de paix. Son frère Adolphe Stoeber exprime un sentiment germanophile.
Le monument élevé en 1898 aux trois Stoeber place du vieux marché aux vins à Strasbourg témoigne de la bataille idéologique franco-allemande : célébrer ces poètes régionalistes germanophones était l'occasion pour les autorités allemandes de renforcer le sentiment pangermaniste en Alsace.

### Littérature en français
Les premiers livres écrits en français par des Alsaciens sont les Mémoires de la baronne d’Oberkirch (1754-1803), et le roman de Louis Spach (1800-1879), intitulé Henri Farel, publié à Paris en 1834.
Jean-Henri-Ferdinand Lamartelière, de son vrai nom Jean Henri Ferdinand Schwingdenhammer (1761-1830), adapte quant à lui le théâtre de Schiller en français pour la première fois.
En 1871, l’annexion de l’Alsace à l’Allemagne provoque une nouvelle cassure dans l’évolution linguistique et littéraire.
Vers la fin du siècle, alors que les écrivains alsaciens établis en Alsace tels que les frères Stoeber tendent à revenir à la langue allemande, ceux installés dans la « France de l’intérieur » popularisent en France et en français une certaine image de l’Alsace, empreinte de patriotisme français. Les emblématiques Émile Erckmann (1822-1899) et Alexandre Chatrian (1826-1890), qui écrivent la plupart du temps conjointement, en sont le meilleur exemple. Leur best-seller, L'ami Fritz, est resté très connu en France jusqu'à ce jour.

### Enseignement de la littérature
Le professeur et inspecteur d'Académie Joseph Willm (1790-1853) fait connaître en France la littérature et la philosophie allemandes modernes au travers de ses écrits et ses traductions. Il encourage la diffusion de manuels scolaires dans les deux langues.

## LeXXesiècle

### La littérature en Alsace allemande avant 1918
À partir de 1900 arrive à maturité une nouvelle génération d’auteurs alsaciens entièrement formés à l’école et à l’université allemandes qui vient alimenter une vie littéraire marquée par la dualité entre ceux qui veulent participer à la vie littéraire germanique et ceux qui se limitent à la région pour défendre une identité proprement alsacienne. En outre, une littérature alsacienne d’expression française poursuit son développement, essentiellement à Paris, du fait des optants et de leurs enfants, souvent dans un esprit de revanche .
Le chef de file des germanisants est Friedrich Lienhard, qui anime avec Alberta von Puttkamer la revue Neue Erwinia, organe de l’association Alsabund, qui regroupe quelque 200 intellectuels germanisants.
Avec la jeune génération éclot, sous la conduite de Ernst Stadler et de René Schickele, l’association d’artistes anticonformistes Das jüngste Elsaß et sa revue der Stürmer. Se rattachent également à cette école Otto Flake, Yvan Goll et Hans Arp, ce dernier étant plasticien mais aussi poète. Ces jeunes Stürmer vont jouer un rôle notable dans l’histoire littéraire : Schickele, Stadler et Goll font partie des fondateurs du mouvement expressionniste, et Arp sera l’un des artistes emblématiques du dadaïsme.
En marge de ces deux mouvements littéraires, la passion régionale pour le théâtre et la poésie continue et donne en particulier lieu à la fondation du théâtre alsacien de Strasbourg en 1898 par Gustave Stoskopf, dont la comédie en dialecte D’r Herr Maire est un véritable triomphe, qui la conduit à être bientôt traduite et représentée en français. Les pièces de Ferdinand Bastian connaissent elles aussi le succès. Un véritable répertoire alsacien se constitue grâce à ces deux auteurs. Le théâtre strasbourgeois donne aussi des pièces en français, mais devant les limites imposées par les autorités allemandes, le docteur Pierre Bucher crée la Société dramatique afin d’augmenter l’offre théâtrale en français. Il dirige par ailleurs la Revue alsacienne illustrée, magazine surtout diffusé au sein de la bourgeoisie francophile, et fonde le Musée alsacien.
En poésie, les frères jumeaux Albert et Adolphe Matthis poursuivent la tradition lyrique. Plus éclectique, Marie Hart toucha au conte, à la nouvelle, au récit, au théâtre et à la poésie, écrivant d'abord en français, puis en allemand et enfin en alsacien.
Auteur inclassable, prolifique entre autres dans les domaines de la philosophie, de la théologie, de la musicographie mais aussi auteur de nombreux sermons et de mémoires abondantes, Albert Schweitzer, écrivit quant à lui quelques livres en français et le reste (la majorité) en allemand, s’appuyant sur son épouse allemande pour épurer sa langue de ses tournures dialectales.

### L’entre-deux guerres, période de bouleversements
Le retour de l’Alsace à la France en 1918 bouleverse le paysage littéraire constitué avant-guerre. Beaucoup des grands anciens ont quitté la province : certains partent pour l’Allemagne, c’est le cas par exemple de René Schickele, de Marie Hart et bien entendu de Friedrich Lienhard. D’autres sont attirés par la vie culturelle parisienne, tels Hans Arp et Yvan Goll qui font partie de l’avant-garde artistique et se mettent à écrire en français.
Parmi les quelques auteurs germanophones restés en Alsace, citons Paul Bertololy (de) et Claus Reinbolt ; côté francophone, Maxime Alexandre, bilingue, participera dans les années vingt au mouvement surréaliste à Paris. Le poète en dialecte Nathan Katz se distingue par son classicisme.

### L’après-guerre et le déclin de l'allemand
La violence de l’occupation allemande au cours de la Seconde Guerre mondiale traumatise les Alsaciens : conscription forcée des jeunes gens dans l’armée allemande (les "malgré-nous"), germanisation forcée… En réaction, dès la libération de l’Alsace, l’allemand tend à disparaître et l’alsacien lui-même, interdit dans les écoles, entame un déclin historique.
C’est donc essentiellement en français que les auteurs alsaciens vont dès lors s’exprimer. On connaît notamment Jean-Paul de Dadelsen et Claude Vigée, mais aussi Alfred Kern, Camille Claus, Jean Egen, René Ehni ou Jean-Paul Klée qui fait partie du groupe "nouvelle poésie d’Alsace".
La littérature allemande est surtout le fait de l’ancienne génération qui soit revient à sa langue d’origine (Hans Arp, Yvan Goll), soit continue d’écrire en allemand (Marcel Jacob, Paul-Georges Koch, Alfred Kastler, poète de langue allemande par ailleurs Prix Nobel de physique).
Le dialecte connaît un véritable succès populaire grâce au cabaret Barabli de Germain Muller. Celui-i est par ailleurs l'auteur d’une pièce majeure du répertoire alsacien : "Enfin… redde m’r nimm devun" ("Enfin... n'en reparlons plus"). La tradition poétique dialectale est maintenue aussi par les anciens : Lina Ritter, Émile Storck, Georges Zink, Raymond Matzen ou Nathan Katz.

### Retour en grâce du dialecte après 1970
Le début des années soixante-dix marque une nouvelle prise de conscience de l’identité alsacienne. À cette époque, le lourd tabou qui pesait sur le dialecte est levé, l’allemand est réintroduit à l’école primaire, une option Langue et Culture Régionales est créée dans le secondaire. Elle est essentiellement l’œuvre des poètes bilingues, de chanteurs, d’écrivains et de militants culturels. Elle marque un renouveau de la poésie dialectale, dont le représentant le plus connu est André Weckmann dont la renommée s’étend au-delà des frontières de l’Alsace.